# Aubord
Aubord ist eine Gemeinde mit 2296 Einwohnern (Stand 1. Januar 2022) im Département Gard in Frankreich.

## Geographie
Aubord liegt etwa 15 km südwestlich von Nîmes am Übergang der geomorphologischen Landschaftseinheiten Vistrenque und Costières du Gard. Im Osten grenzt Aubord an die Gemeinde Générac, im Nordwesten an Bernis. 
Geographisch gesehen wird Aubord als Tor zur kleinen Camargue (Porte de la Petite Camargue) bezeichnet. Zwischen Bernis und Aubord beginnt das weitläufige Mündungsdelta des Vistre, welches bei Vauvert in die Petite Camargue übergeht.
In Aubord wird hauptsächlich Aprikosenanbau betrieben, daneben spielt der Weinbau und Pfirsichanbau noch eine bedeutende Rolle. Die auf den Villafranchium-Schottern der Costières du Gard gelegenen Rebflächen sind als AOC Costières de Nîmes Terroir klassifiziert. Dort werden hochwertige AOC-Weine angebaut.

## Bevölkerungsentwicklung
Die Bevölkerungsentwicklung von Aubord ist beachtlich. Die Einwohnerzahl stieg von 249 im Jahr 1962 auf 1910 im Jahr 1999. Sie hat sich damit fast verzehnfacht. Damit gehört Aubord zu den Gemeinden mit dem größten Bevölkerungszuwachs der letzten 30 Jahre in Frankreich. Die beachtliche Bevölkerungsentwicklung von Aubord ist vor allem auf den wirtschaftlichen Aufstieg von Nîmes in den letzten zwanzig Jahren zurückzuführen. Im Gegensatz zu vielen Umlandgemeinden von Nîmes (wie z. B. Générac oder Bernis) gehört jedoch Aubord nicht der Metropolregion Nîmes (franz. Communauté d'agglomération de Nîmes Métropole) an.

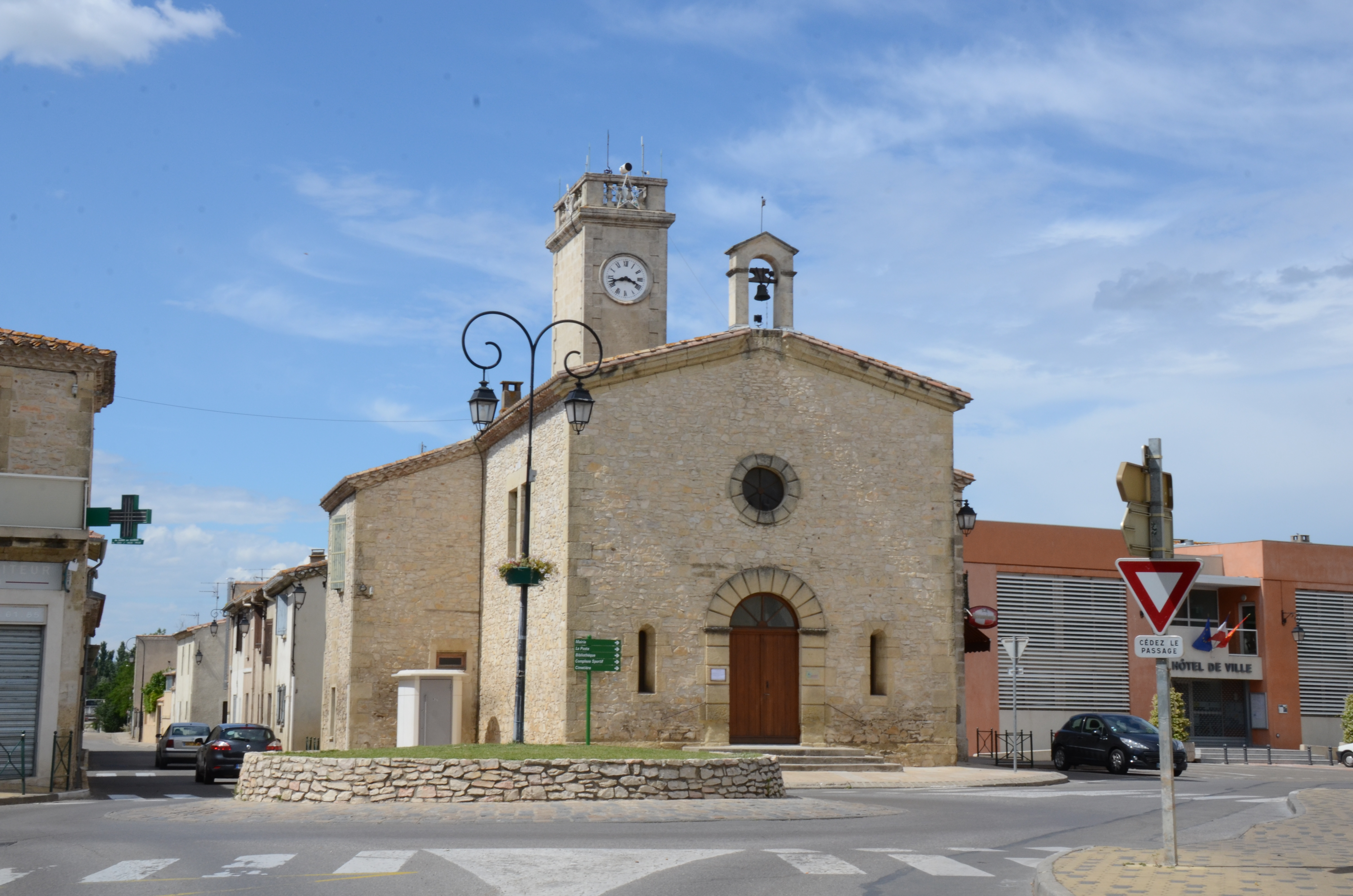
Protestantische Kirche Aubord

| Jahr                       | 1962 | 1968 | 1975 | 1982 | 1990 | 1999 | 2008 | 2017 |
| Einwohner                  | 249  | 292  | 483  | 791  | 1607 | 1910 | 2416 | 2375 |
| Quellen: Cassini und INSEE |      |      |      |      |      |      |      |      |

## Besonderheiten
In Aubord befindet sich eine überregionale Musikschule, die zwei Ausbildungsschwerpunkte anbietet (Schlagzeug, Jazz).

## Sonstiges
Der deutsche Geograph Dieter Anhuf führte Anfang der 1990er Jahre eine agrarökologisch-hydrologische Studie zum Aprikosenanbau in Aubord durch.